# 2685 Masursky
Masursky (asteroide 2685) é um asteroide da cintura principal, a 2,28087256 UA. Possui uma excentricidade de 0,11175208 e um período orbital de 1 502,96 dias (4,12 anos).
Masursky tem uma velocidade orbital média de 18,58700152 km/s e uma inclinação de 12,13422217º.
Este asteroide foi descoberto em 3 de Maio de 1981 por Edward Bowell.